# 科切拉 (加利福尼亚州)
科切拉（英語：Coachella），是美国加利福尼亚州里弗赛德县下属的一座城市。建市于1946年12月13日，面积大约为28.95平方英里（75平方公里）。根据2010年美国人口普查，该市有人口40,704人。